# Казиева, Рафига
Рафига Салам гызы Казиева (род. 11 февраля 1939) — начальник отдела кадров Конституционного суда Азербайджанской Республики.

## Биография
Родилась 1939 году в городе Баку, в семье интеллигентов. После окончания школы она поступает на работу в Государственный Проектный институт, проработав с позиции делопроизводителя до поста инженера.
Рафига Салам гызы Казиева поступила и окончила Азербайджанский институт нефти и химии им. М. Азизбекова по специальности электронизации и автоматизации горных работ. Судьба так сложилась что она была больше склонна к общественной работе и с 1969 по 1980 год проработала в Насиминском комитете партии города Баку, в Бакинском городском и Центральном комитетах. С 1971 по 1973 годы госпожа Казиева для повышения политических и теоретических знаний поступила в Бакинскую Партийную школу и окончила её с отличием. С 1980-й по 1995-е годы она неоднократно избиралась депутатом Президиума Верховного Совета АзССР. Госпожа Казиева активно участвовала в общественной, политической и культурной жизни Азербайджанской Республики и тем самым завоевала глубокое уважение со стороны населения, а также коллег по работе. Она неоднократно посещала районы, поселки и отдаленные населенные пункты республики где интересовалась проблемами людей и старалась оказать им всевозможную помощь. Она выступала сторонником защиты прав граждан, а в частности прав женщин и оказывала поддержку имплементации серий законодательных актов. С 1980-го по 1991-е годы Рафига Казиева занимает пост секретаря Президиума Верховного Совета АзССР, а позже назначается на должность заместителя председателя Президиума Верховного Совета АзССР. Она сыграла большую роль в развитии международных связей АЗССР не только со странами СНГ, но и с другими странами мира .
С 1991 года госпожа Казиева назначается на должность председателя комиссии Верховного Совета АР по вопросам защиты труда и быта женщин, защиты матерей и детей. Она является выдающимся деятелем в сфере защиты прав женщин и женского движения в целом. С 1991-го по 1992 год госпожа Казиева работает на должности начальника отдела государственных наград Аппарата Президента АР , а с 1994-го по 1995 год экспертом комиссии Милли Меджлиса по научным, религиозным и культурным вопросам. С 1998-го по 2007 год госпожа Казиева занимала должность начальника отдела кадров Конституционного Суда Азербайджанской Республики. Несмотря на политическую и общественную занятость госпожа Казиева была заботливой матерью и примерной женой. Она вырастила двух детей которые подарили ей внуков.

## Награды
Рафига Салам гызы Казиева была награждена:
- Орден Дружбы народов;
- Почётный Орден Президиума Верховного Совета АзССР;
- другими почётными наградами.

## Ссылка
- http://r-kaziyeva.narod.ru/